# Туриалба
Туриалба (на испански: Turrialba) е малък град в провинция Картаго в Коста Рика с население от 35 618 души. Основните отрасли са текстил, селско стопанство и туризъм. Реките Пакуаре и Ревентсон са популярни с рафтинг, което прави Туриалба мека за спорта.
Няколко града се развиват и просперират в резултат на изграждането на железопътната линия до Карибите; Туриалба е един от тях, а архитектурният, пространствен и етнически вид е различен от другите градове. Обявен за град с национален археологически интерес, този град е входната точка към Карибите. Тук се намират два университета: Център за изследване и обучение на тропическа агрономия, с международно влияние и Университета на Коста Рика. Градът е известен с местното си сирене.